# Valentina Casaroli
Valentina Casaroli (Roma, Italia, 9 de julio de 1993) es una futbolista italiana. Juega como guardameta y actualmente milita en la Roma C.F. de la Serie B de Italia.

## Trayectoria
Inició su carrera en el Eurnova, disputando dos campeonatos de Serie B. En 2009 fue adquirida por la Roma C.F., con la que debutó en la Serie A el 19 de diciembre de 2009 contra el Fiammamonza. Después de tres temporadas con el equipo romano, en 2012 pasó al Napoli C.F.; en el club azzurro permaneció un solo año, para luego volver a la Roma C.F., esta vez en la Serie B. En 2018 fichó por la sección femenina de la A.S. Roma, en cuyas filas jugó durante dos temporadas, antes de regresar a la Roma C.F. por tercera vez en su carrera.

## Selección nacional
Ha sido internacional con las categorías inferiores de la selección italiana: sub-17, sub-19 y sub-20. Participó en el Campeonato Europeo Femenino Sub-19 de la UEFA de 2011 (1 presencia) y fue convocada para el Mundial sub-20 de 2012 en Japón, aunque no jugó ningún partido del torneo.

## Clubes
| Club        | País   | Año         |
| ----------- | ------ | ----------- |
| Eurnova     | Italia | 2008 - 2009 |
| Roma C.F.   | Italia | 2009 - 2012 |
| Napoli C.F. | Italia | 2012 - 2013 |
| Roma C.F.   | Italia | 2013 - 2018 |
| A.S. Roma   | Italia | 2018 - 2020 |
| Roma C.F.   | Italia | 2020 - Act. |